# تاکویا آکییاما
تاکویا آکییاما (انگلیسی: Takuya Akiyama؛ زادهٔ ۲۶ اوت ۱۹۹۴) بازیکن فوتبال اهل ژاپن است.